# Altamira (Meksyk)
Altamira – miasto we wschodniej części meksykańskiego stanu Tamaulipas, położone w ogległości około 30 kilometrów od wybrzeża Zatoki Meksykańskiej, na północny zachód od miasta Tampico, z którym tworzy jeden zurbanizowany rejon. Miasto w roku 2005 liczyło blisko 60 tys. mieszkańców. Jest siedzibą władz gminy Altamira.

## Miasta partnerskie
- Tampico